# 32
32 (XXXII) var ett skottår som började en tisdag i den julianska kalendern.

## Händelser

### Okänt datum
- Gnaeus Domitius Ahenobarbus utnämns till konsul i Rom.

## Födda
- 25 april – Otho, romersk kejsare 15 januari–16 april 69
- Ban Chao, kinesisk kavallerigeneral under Handynastin

## Avlidna
- Lucius Calpurnius Piso Caesoninus, konsul under kejsar Augustus
- Jesus (enligt ett tolkningssätt)